# میوکی-این
میوکی-این (به ژاپنی: 妙喜尼 Myōki)؛ یک زن نظامی یا اونا بوگیشا در دوره سنگوکو در ولایت موساشی در ژاپن است.